# Suctobelbata punctata
Suctobelbata punctata är en kvalsterart som först beskrevs av Hammer 1955.  Suctobelbata punctata ingår i släktet Suctobelbata och familjen Suctobelbidae. Inga underarter finns listade i Catalogue of Life.